# Szám (nyelvészet)
A szám egyike az alaktani nyelvtani kategóriáknak. Grammatikai eszközzel jelzi azt a természetes különbséget, amely egy és egynél több példány között van egy adott tárgyból. Ez tág értelemben főnévvel megnevezett élettelen vagy élő (személy, állat).
A számbeli ellentét (egy és egynél több tárgy között) a megszámlálható főneveket jellemzi. Ezek olyan entitásokat neveznek meg, amelyeket el lehet szigetelni egymástól, darabra meg lehet számolni és csoportosítani. Az ilyen főnév különbözik a megszámlálhatatlantól, amely olyan tömeget nevez meg, amelyet nem lehet darabokra osztani. A számbeli ellentétet a névmások is kifejezik, a harmadik személyűek a főnevet helyettesítő minőségük révén, úgy természetes különbségként, mint egyeztetés kifejezéseként azzal a főnévvel, amelyet képviselnek. A melléknév, a determinánsok és az ige is kifejezi a számot, de csak egyeztetési jelenségként a főnévvel vagy a névmással.
A nyelveket elsősorban olyanokra lehet osztani, amelyekben megvan a szám kategóriája, és olyanokra, amelyekben nincs meg olyan értelemben, hogy nem fejezi ki grammatikai eszköz. Ilyen például a kínai nyelv vagy a vietnámi, amelyekben a főnév változatlan alakú, és a számot csak lexikai eszközök fejezik ki, azaz a főnévvel társított számnevek vagy egyéb olyan szavak, amelyek jelentése magában foglalja az „egy” és az „egynél több” fogalmakat. Másodsorban azokat a nyelveket, amelyek rendelkeznek a szám kategóriájával, aszerint lehet csoportosítani, hogy milyen számbeli ellentétek típusaival rendelkeznek. Harmadsorban abban is különböznek nyelvcsoportok, hogy milyen típusú grammatikai eszközökkel jelzik a számokat, végül pedig nyelvek között lehet különbség abban si, hogy milyen mértékben van meg a számok jelzése.

## Számbeli ellentétek
Egyes nyelvekben, mint amilyen a magyar, a latin, az újlatin nyelvek stb. csak egyetlen ellentétet fejez ki grammatikai eszköz, az egy és az egynél több közöttit, az egyes számú alakkal (latinul singularis), illetve a többes számúval (lat. pluralis).
Más nyelvekben az egyetlen példány kifejezése (egyes szám) ellentétban áll a két példányéval (kettős szám, lat. dualis), és ezek a kettőnél több példány kifejezésével (többes szám). A kettős szám megvolt az olyan régi indoeurópai nyelvekben, mint a szanszkrit, az ógörög vagy az ószláv, valamint nyomai voltak a gót nyelvben is a személyes névmás terén (pl. weis ’mi’ vs. wit ’mi ketten’). A mai indoeurópai nyelvek között egyes szláv nyelvekben maradt meg.
Jól megtartotta a kettős számot a szlovén nyelv. Olyan főnevek fejezik ki több nyelvtani eset ragjával, amelyek jelzője a ’kettő’-nek vagy a ’mindkettő’-nek megfelelő szó. Például az alanyesetnek nőnemben három különböző ragja van: ena miza ’egy asztal’, dve mizi ’két asztal’, šest mize ’hat asztal’. A melléknévnek is van kettős számú ragja, amellyel egyezik a főnévvel, valamint kettős számú igealak is van. Például a biti létige kijelentő mód jelen idő harmadik személyű alakjai je ’(egy) van’, sta ’(ketten) vannak’ és so ’(kettőnél többen) vannak’. Példa mondatban Živela sta dva psa (kijelentő mód múlt idő a biti segédigével) ’Volt egyszer két kutya’.
A közép-délszláv diarendszer nyelveiben (bosnyák, horvát, montenegrói, szerb) csak nyomai vannak meg a kettős számnak. Például a ’kettő’-nek vagy a ’mindkettő’-nek megfelelő jelzős főnév kettős számban áll, bár a mai nyelvben ennek alakja azonos az egyes szám birtokos eset alakjával, miközben az ’öt’, ’hat’ stb. jelzőkkel többes szám birtokos esetű a főnév, pl. (szerbül) dva lonca ’két lánc’ vs. pet lonaca ’öt lánc’. Azonban olyan esetű a főnév a tri ’három’-mal és a četiri ’négy’-gyel is, mint a dva, dve-vel, ezért Klajn 2005 szerint ez az alak ezekkel a számnevekkel a paucalis (a latin paucus szóból) alakja, amelyben kis számú tárgyakat megnevező főnevek állnak egyes nyelvekben. Egyes szavaknak az arab nyelvben is van paucalis számú alakja.
Olyan nyelvek is vannak, például a Csendes-óceán déli részén, amelyek a hármas számot is jelzik (lat. trialis). Ez ellentétben áll az egyes, a kettős és a többes számmal, tehát ezekben a nyelvekben az utóbbi a háromnál többet jelzi.

## A szám kifejezése
Nyelvek között vannak különbségek a szám grammatikai eszközökkel való kifejezését illetően. Általában az egyes számot jelöletlennek tekintik a többivel szemben, amelyek jelöltek, azaz egy vonással több van nekik, mint az egyes számnak.
Elsősorban különbözik a szám kifejezése a szó alakjával, szemben más grammatikai eszközzel.
Az előbbi módszer jellemző az agglutináló és a flektáló nyelvekre.
Olyan agglutináló nyelvekben, mint a magyar vagy a török a névszók többes számát egyetlen jelnek nevezett szuffixum típusú toldalék fejezi ki. Ez tisztán elkülönül más szuffixum-típustól, a ragtól, amely esetet fejez ki, és a többes jel után helyezkedik el utolsó toldalékként:
- (magyarul) ház vs. házak, házakat (tárgyeset);[10]
- (törökül) ev ’ház’ vs. evler ’házak’, evleri ’házakat’.[11]

Olyan flektáló nyelvekben is, mint például az indoeurópaiak, a névszók számát szuffixum fejezi ki, de ez egyben jelnek és ragnak felel meg, ugyanis kifejezi ugyanakkor a nemet és, a névszóragozással rendelkezőkben az esetet is. Az utóbbiakban az egyes számnak is vannak szuffixumai, egyesekben testesek minden nyelvtani esetben, másokban zéró morféma főleg hímnem alanyesetben. Egyes nyelvekben, mint a román, a határozottság is kifejeződik a számmal és a nemmel együtt, mivel határozott végartikulussal rendelkezik. Példák:
- a szerb nyelvben:[12]
  - nov ’új’ – zéró toldalék: hímnem egyes szám alanyeset;
  - novog(a) – -og(a) toldalék: hímnem egyes szám birtokos eset;
  - novi – -i toldalék: hímnem többes szám alanyeset;
  - nova – -a toldalék: nőnem egyes szám alanyeset.
- a román nyelvben:[13]
  - prieten ’barát’ – zéró toldalék: határozatlan, hímnem egyes szám alany- és tárgyeset;
  - prieteni ’barátok’ – -i toldalék: határozatlan, hímnem többes szám alany- és tárgyeset;
  - prietenă ’barátnő’ – -ă toldalék: határozatlan, nőnem egyes szám alany- és tárgyeset;
  - prietena ’a barátnő’ – -a toldalék és egyben határozott végartikulus: nőnem egyes szám alany- és tárgyeset;
  - prietene barátnők’ – -e toldalék: határozatlan, nőnem többes szám alany- és tárgyeset.

Egyes nyelvekben toldalékkal együtt tőhangváltás is kifejezi a többes számot. Ilyennek sok esete van például a románban: carte ’könyv’ vs. cărți ’könyvek’ (magánhangzó- és mássalhangzó-váltás).
Szótőbeli változás toldalék nélkül is kifejezheti a többes számot. Ez a belső flexiónak nevezett jelenség jellemző olyan flektáló nyelvekre, mint például az arab: kitab ’könyv’ vs. kutub ’könyvek’. Néhány szó esetében ez a módszer megvan az angol nyelvben is, pl. man ’férfi’ vs. men ’férfiak’.
A szám jelzésének mértékében különbség van a francia és a többi újlatin nyelv között, ugyanis a franciának az a sajátossága, hogy már csak kivételesen fejezi ki a főnevek és a melléknevek többes számát ezek alakjával a beszédben, bár a helyesírás megköveteli a valamikor kiejtett toldalékot. Ezért a számok kifejezését többnyire a névelők alakja fejezi ki, pl. l’enfant ’a gyerek’ vs. les enfants ’a gyerekek’.
Az ige is nyelvtől függően többé-kevésbe kifejezi azt a számot, amely az alanyéval egyezik, nagy mértékben pl. a magyarban vagy a szláv nyelvekben, valamivel kisebb mértékben pl. a franciában, és kis mértékben pl. az angolban. Az ige terén a magyar és a flektáló nyelvek között hasonlóság van abban az értelemben, hogy nem csak a számot fejezik ki az ige ragjai:
- (magyarul) látom – egyes szám, az alany első személye, a határozott tárgy harmadik személye vs. látjuk – többes szám, az alany első személye, a határozott tárgy harmadik személye;[16]
- (montenegróiul) čitaćeš ’olvasni fogsz’ vs. čitaćete ’olvasni fogtok’;[17]
- (románul) porți ’viselsz’ vs. purtați ’viseltek’ (tőhangváltások is);[3]
- (franciául) tu chantes [ʃɑ̃t] ’énekelsz’ vs. vous chantez [ʃɑ̃'te] ’(ti) énekeltek’, de il chante [il'ʃɑ̃t] ’énekel’ – ils chantent [il'ʃɑ̃t] ’énekelnek’;[18]
- (angolul) he/she plays ’játszik’ vs. they play ’játszanak’, de I play ’játszom’ – we play ’játszunk’, és ugyanaz a present simple alak az összes többi egyes és többes számú személyben.[19]

Egyes nyelvekben, amelyekben toldalék fejezi ki a számot, ez nem szuffixum, hanem prefixum. Például a szuahéli nyelvben az egyes és a többes számot különböző prefixumok jelzik: mtoto ’gyerek’ vs. watoto ’gyerekek’.
Olyan nyelv is van, amelyben a többes számot úgy fejezik ki, hogy elvonják az egyes számú alak utolsó mássalhangzóját. Ilyen a dél-szudáni nílus-szaharai nyelvcsaládba tartozó murle nyelv : nyoon ’bárány’ vs. nyoo ’bárányok’.
A többes szám egyik, a szó alakjának a változtatása nélkül történő jelzése például a tagalog nyelvben található, a szó elé tett partikulával: bato ’kő’ vs. mga bato ’kövek’.
Egy másik ilyen eszköz a reduplikáció, azaz a szó megkétszerezése, mint a maláj nyelvben: anak ’gyerek’ vs. anak-anak ’gyerekek’.
Nyelvtől függően a szám jelzése többé-kevésbé redundáns lehet, azaz ugyanannak a tartalmi egységnek a száma egynél többször van kifejezve. Ez például arra vonatkozik, hogy egy főnév száma egyszer a főnéven van kifejezve (esetleg kétszer, toldalékkal és tőhangváltással), és esetleg még egyszer vagy többször egyeztetés útján a determinánsán (esetleg egynél több determinánsán) és/vagy melléknévi jelzőjén/jelzőin. Ebben a román mondatban például nyolcszor jelzett ugyanannak a tartalmi egységnek a többes száma: Cărțile cele noi ale profesorului sunt primele cu acest subiect ’A tanár új könyvei az elsők ebben a témában’ (tőhangváltások az alanyban, az alany toldaléka, az alany határozott artikulusa, az alany melléknévi jelzője, a jelző mutató névelőjének az alakja (cele), a birtokost megnevező szó birtokos névelőjének az alakja (ale), a kopula alakja, az állítmány névszói részének az alakja). Ugyanakkor a magyar megfelelőjében kétszer van jelezve ugyanaz a többes szám.
Redundancia abból is eredhet egyes nyelvekben, hogy ugyanazt a mondatrészt kétszer fejezik ki, ugyanakkor főnévvel vagy hangsúlyos névmással, és neki megfelelő rá utaló hangsúlytalan személyes névmással. Francia példa: Ces filles, elles croient au père Noël ’Ezek a lányok hisznek a Télapóban’ (szó szerint ’Ezek a lányok, ők hisznek…’).
A magyarban egyéb szempontokból is kisebb mértékű a többes szám kifejezése, az egyes számú alak használata miatt olyan esetekben is, amelyekben a szó jelentése többes számú:
- páros vagy többes testrészeket megnevező birtokos személyjeles főnév: Piszkos a kezed;[20]
- több mint egy darabot kifejező jelzős főnév: három füzet, Hány könyvet vettél?;[21]
- melléknévi jelző: híres írók;[22]
- egyes kontextusokban megszámlálhatatlanokként felfogott főnevek: Virággal díszítjük a termet.[23]

## Csak egyes számú és csak többes számú főnevek
A szám kategóriájával rendelkező nyelvekben a megszámlálhatatlan főneveknek is van szokásosan vagy egyes számú, vagy többes számú alakjuk. Egyeseknek mindkét alak megvan, de nem azonos kontextusokban.
Az anyagnevek általában, egyes elvont főnevek és egyes tulajdonnevek csak egyes számúak:
- (magyarul) homok, víz.[24]
- (franciául) le vin ’a bor’;[2]
- (románul) făină ’liszt’, lapte ’tej’, curaj ’bátorság’;[3]
- (angolul) wood ’fa’ (anyagnév), air ’levegő’, anger ’düh’;[25]
- (bosnyákul) duhan ’dohány’, šećer ’cukor’, Bosna ’Bosznia’.[26]

A csak többes számú főnevek többnyire konkrétak:
- (magyarul) javak, gázművek, Amerikai Egyesült Államok;[27]
- (franciául) les ciseaux ’az olló’, les obsèques ’temetési szertartás’;[2]
- (románul) moaște ’ereklye’, zori ’virradat’, tăieței ’metélt tészta’;[3]
- (angolul) scissors ’olló’, measles ’kanyaró’, the Alps ’az Alpok’;[28]
- (bosnyákul) naočari ’szemüveg’, vrata ’ajtó’, Karpati ’Kárpátok’.[26]

Megszámlálható és megszámlálhatatlan között nincs éles határ. Egyik vagy másik ilyen főnév nyelvtől függően tartozhat az előbbi osztályhoz vagy az utóbbihoz. Például az orosz nyelvben a ’borsó’-nak megfelelő горох (goroh) szó csak egyes számú, mint a magyarban, de az angolban nem az, lehet azt mondani, hogy a pea ’egy borsószem’. Az előző példák között is vannak ilyenek, mint az angol scissors és a francia ciseaux ’olló’ vagy a közép-délszláv vrata ’ajtó’.
Egyazon nyelvben egyes főneveket bizonyos kontextusokban megszámlálhatatlanokként fognak fel, másokban megszámlálhatókként:
- (magyarul) homok – szokásosan megszámlálhatatlan vs. murvás homokok – szaknyelvben megszámlálható;[24]
- (angolul) much cake ’sok sütemény’ – anyagként felfogottan megszámlálhatatlan vs. a cake, many cakes ’egy sütemény, sok sutemény’ – darab(ok)ként felfogottan megszámlálható;[30]
- (románul) bunătate ’jóság’ – elvont főnévként megszámlálhatatlan vs. bunătăți ’finomságok’ – konkrét főnévként megszámlálható;[31]
- (horvátul) brašno ’liszt’ – szokásosan megszámlálhatatlan vs. Sva pšenična brašna nisu ista ’A búzalisztek nem mind egyformák’ – szaknyelvben megszámlálható.[32]

## Gyűjtőnevek
A gyűjtőnevek egyes számú alakúak, de egyforma tárgyak halmazát nevezik meg. Egyes nyelvekben, mint a magyar, többes számú alakjuk is van, amellyel több azonos halmazt neveznek meg. Olykor a szó pontosítja a halmazhoz tartozó tárgyak számát (pl. kvartett, évtized, évszázad), máskor ez határozatlan. Határozatlan halmazt nevezhetnek meg tőszók is, és egyetlen tárgyat megnevező tőszavakból képzett szavak is.
- (magyarul) csapat; képzettek: fenyves, lakosság;[34]
- (franciául) meute ’falka’ (pl. farkasoké), essaim ’raj’ (rovaroké); képzettek: chênaie ’tölgyes’, cerisaie ’cseresznyéskert’;[35]
- (románul) grup ’csoport’, stol ’madárraj’; képzettek: aluniș ’mogyorós’, țărănime ’parasztság’;[33]
- (angolul) herd ’csorda’, cattle ’szarvasmarhák, jószág’, people ’nép, emberek’.[36]

A közép-délszláv diarendszer nyelveiben vannak a fentiekhez hasonló gyűjtőnevek, amelyeket többes számba lehet tenni (pl. (horvátul) momčad ’legénység’, momčadi ’legénységek’), és olyanok is, amelyeket nem lehet, és más nyelvekben többes számú főneveknek felelnek meg, pl. cvijeće ’virágok’, perje ’tollak, tollazat’.
Közel áll a gyűjtőnév fogalmához az általános jelentésű főnév fogalma. Az ilyen szokásosan egyes számban tárgynak egyetlen példányát nevezi meg, de egyes kontextusokban halmazt képvisel egyes számban. Többes számba is tehető a mondat jelentésének változása nélkül:
- (franciául) L’homme est mortel ’Az ember halandó’;[37]
- (románul) Pompierul nu lasă focul nestins ’A tűzoltó nem hagyja eloltatlanul a tüzet’;[38]
- (angolul) The bat is an interesting creature ’A denevér érdekes lény’.[39]

## Egyeztetési kérdések
A számbeli egyeztetés alaki, értelmi vagy közelségi. Olykor lehetséges az alaki is, és az értelmi vagy közelségi is.

### Az állítmány egyeztetése
Az állítmány és a halmozott alany közötti egyeztetésre is érvényes a fenti megállapítás:
- (magyarul) A füzetek, a ceruzák, a könyv a helyén van/vannak?;[40]
- (franciául) Leur condition et l’état du monde les força d’être toujours en armes – ’Mivoltuk és a világ állapota arra kényszerítette őket, hogy mindig fegyverben legyenek’ (Anatole France);[41]
- (románul) Nici mama, nici tata nu a/au venit (egyes vagy többes számú állítmány) ’Se édesanyám, se édesapám nem jött el’;[42]
- (angolul) Bread and butter was all we had ’Csak kenyerünk és vajunk volt’;[43]
- (horvátul) Ove godine poharala je tuča i suša silno vinograde ’Az idén a jégverés és az aszály erősen tönkretette a szőlőültetvényeket’.[44]

A csak többes számú főnévvel az egyeztetés szokásosan alaki, tehát többes számú, de azokkal a főnevekkel, amelyek egyetlen egységes fogalmat neveznek meg, egyes nyelvekben alaki, másokban értelmi:
- (magyarul) Az Amerikai Egyesült Államok elnökválasztásra készül (értelmi egyeztetés);[45]
- (angolul) The United States has reacted angrily (értelmi egyeztetés) ’Az Egyesült Államok haragosan reagált’;[46]
- (franciául) Les États-Unis ont accueilli 50 millions de touristes étrangers en 2005 (alaki egyeztetés) ’Az Egyesült Államok 50 millió külföldi turistát fogadott 2005-ben’.[47]

Az egyes számú gyűjtőnévvel is az egyeztetés lehet alaki vagy értelmi. Például a román stol ’madárraj’ szóval olykor alaki az egyeztetés, pl. Un stol de ciori trecu [...] deasupra noastră ’Varjúraj haladt el […] felettünk’ (Alexandru Vlahuță ), máskor értelmi: Un stol de păsări se roteau deasupra nucului ’Madárraj körözött a diófa felett’ (Dumitru Matcovschi ). Az angolban egyes gyűjtőnevekkel kötelező az értelmi egyeztetés: Some cattle have got out into the road ’Néhány marha kiment az útra’.
Olyan nyelvekben, amelyekben egyetlen személy udvarias megszólítása is többes szám második személyben történik, az állítmány egyeztetése alaki, azaz többes számban történik. (franciául) Entrez, Madame ’Jöjjön be, asszonyom!’ A névszói állítmány kopulája is többes számban egyezik, de a névszói rész egyes számban, ha az alany egyetlen személy:
- (franciául) Êtes-vous content, Monsieur ? ’Elégedett-e Ön, uram?’, Madame, vous êtes la patronne ’Asszonyom, Ön a főnök’;[50]
- (horvátul) Vi ste već odavna lovac? ’Ön már régóta vadász?’[51]

A románban kétszeres az egyeztetés hiánya, mivel a dumneavoastră ’ön(ök)’ névmás alakilag egyes számú, de több személyt is képvisel. Vele a kopula mindig többes számú, a névszói rész pedig szám és nem szerint értelmileg egyezik: Dumneavoastră sunteți mulțumit (hn.) / mulțumită (nn.) / inginer / ingineră ’Ön elégedett / mérnök’, Dumneavoastră sunteți mulțumiți / mulțumite / ingineri / inginere ’Önök elégedettek / mérnökök’.

### A jelző és a determinánsok egyeztetése
A magyar nyelvben kevesebbek ezek egyeztetésének az esetei, mint a többi itt említett nyelvben. A melléknévi jelző nem egyezik alaptagjával, de a melléknévi értelmező igen: A ceruzák, a pirosak már elfogytak. A determinánsok közül csak az ez és az az mutató determinánsok egyeznek a szószerkezetükbeli főnévvel, pl. Azokról a könyvekről beszélünk.
Az angolban sem érinti az egyeztetés a melléknévi jelzőt és a névelőket: small bottles ’kis palackok’, stolen bottles of whisky ’lopott viszkisüvegek’, the exhibition ’a kiállítás’, the exhibits ’a kiállított tárgyak’. A többi determináns közül nem egyeztetik a birtokost sem (our neighbour ’szomszédunk’, our neighbours ’szomszédjaink’), csak a mutatót: this carpet ’ez a szőnyeg’ – these flowers ’ezek a virágok’, that colour ’az a szín’ – those hills ’azok a dombok’.
A többi itt említett nyelvben a melléknévi jelző és a determinánsok, beleértve a névelőket (azokban a nyelvekben, amelyekben vannak) egyeznek az alaptagjukkal:
- (franciául) des enfants blonds ’szőke gyerekek’ – a des határozatlan névelő és a jelző (az utóbbi csak írásban);[58]
- (románul) prietenii (cei) scumpi ’a drága barátok’– az -i határozott artikulus, a cei fakultatív mutató névelő és a melléknévi jelző;[13]
- (montenegróiul) Komšija je prodao dvije kuće ’A szomszéd két házat adott el’ – a dvije ’két’ melléknévként használt tőszámnév.[59]

Ezekben a nyelvekben főnevekkel kifejezett halmozott mondatrész jelzője, valamint determinánsai olykor többes számban vannak, máskor közelségi egyeztetés miatt egyes számban. Olykor kötelező az egyik típusú egyeztetés, máskor a másik, megint máskor mindkettő lehetséges.
A franciában ezek majdnem mindig csak írásban jelennek meg, ezért nincsenek szigorú szabályok: la chevelure et la barbe blanches (többes számban) ’a fehér haj és szakáll’, l’inquiétude et la souffrance universelle (egyes számban) ’az egyetemes nyugtalanság és szenvedés’.
A románban hallható is az egyeztetés: valea și dealul împădurite (többés számban kötelező) ’az erdőkkel borított völgy és domb’, fratele și sora mea (egyes számban kötelező) ’fivérem és nővérem’, temperatură și umiditate stabilă (egyes számban) vagy temperatură și umiditate stabile (többes számban) ’stabil hőmérséklet és nedvesség’.

### Az állapothatározó egyeztetése
A magyarban a melléknévvel kifejezett állapothatározó fakultatívan egyezhet számban a tárggyal: Őket vidámaknak/vidámnak látom.
Az itt említett indoeurópai nyelvekben is vannak az ilyen állapothatározónak megfelelő mondatrészek, amelyek egyeznek más mondatrésszel:
- (franciául) Elle est considérée comme incapable d’une telle action ’Képtelennek tartják őt ilyen cselekedetre’ (szó szerint ’Ő van tartott mint képtelen…’) – Az incapable melléknév az elle ’ő’ alannyal egyezik.[63]
- (románul) Ea trece indiferentă prin mulțime ’(A nő) közönyösen szeli át a tömeget’ – Az indiferentă ’közönyös’ melléknév az ea alannyal egyezik.[64]
- (szerbül) Naši su prvi stigli na cilj ’A mieink elsőkként értek célba’ – A prvi ’elsők’ sorszámnév a naši alannyal egyezik.[65]

### A forikus elemek egyeztetése
A nyelvben vannak ún. anaforikus (visszautaló) és kataforikus (előreutaló) elemek, amelyek megkétszereznek egyes főnévvel vagy névmással kifejezett mondatrészeket, egyúttal egyezve ezekkel. Ilyen például a személyes névmás:
- (franciául) Moi, je le ferai ’Én majd megteszem’ vagy Je le ferai, moi ’Majd megteszem én’ – előreutalás, illetve visszautalás az alanyra;[66]
- (románul) La câți le dai premii? ’Hánynak adsz díjat?’ – visszautalás a részeshatározóra.[67]

## Kapcsolódó szócikk
- Nyelvtani kategória